# 仙台高等裁判所
仙台高等裁判所（せんだいこうとうさいばんしょ）は、宮城県仙台市にある日本の高等裁判所の一つで、東北地方6県を管轄している。略称は、仙台高裁（せんだいこうさい）。秋田に支部を置いている。

## 概略
所在地
- 本庁　宮城県仙台市青葉区片平1丁目6番1号（仙台高等・地方・簡易裁判所合同庁舎）
- 秋田支部　秋田県秋田市山王7丁目1番1号

沿革

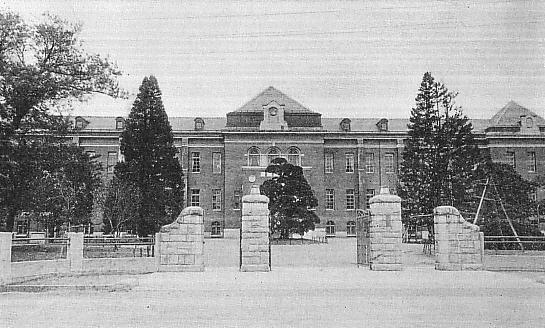
宮城控訴院

- 1875年 - 5月4日福島上等裁判所として設置され、8月12日宮城県（宮城上等裁判所）に移される。
- 1881年 - 宮城控訴裁判所と改称。
- 1886年 - 宮城控訴院と改称。
- 1947年 - 裁判所法の施行により、現在の仙台高等裁判所と改称される。
- 1948年 - 秋田支部が設置される。

## 管轄
本庁
- 宮城県、福島県、岩手県の全域
山形県（地裁・家裁 本庁、米沢・新庄支部管内）、青森県（地裁・家裁 本庁、八戸・十和田支部管内）

秋田支部
- 秋田県全域、山形県（地裁・家裁 鶴岡、酒田支部管内）、青森県（地裁・家裁 弘前、五所川原支部管内）

## 歴代長官
（在任期間、後職など）
福島上等裁判所長
- （心得）早川景矩（1875年5月12日 - 1875年8月12日）

宮城上等裁判所長
- 早川景矩（1875年8月12日 - 1877年6月28日）
- （心得）坂本政均（1877年6月29日 - 1881年10月15日）

宮城控訴裁判所長
- 西岡逾明（1881年10月15日 - 1883年1月29日）
- 中島錫胤（1883年1月29日 - 1883年11月8日）
- 小畑美稲（1883年11月8日 - 1884年12月4日）
- 牟田口通照（1884年12月11日 - 1886年5月10日）

宮城控訴院長
- 牟田口通照（1886年5月10日 - 1890年8月21日）
- 大塚正男（1890年8月21日 - 1896年10月1日）
- 高木勤（1896年10月10日 - 1902年9月11日）
- 古荘一雄（1902年9月11日 - 1905年11月6日）
- 前田孝階（1905年11月6日 - 1910年4月14日）
- 清水一郎（1910年4月20日 - 1921年6月13日）
- 柳川勝二（1921年6月13日 - 1921年11月3日）
- 棚橋愛七（1921年11月3日 - 1925年3月28日）
- 遠藤忠次（1925年3月28日 - 1926年7月20日）
- 石井豊七郎（1926年7月20日 - 1928年12月22日）
- 西川一男（1928年12月22日 - 1931年4月23日）
- 田中右橘（1931年4月23日 - 1932年5月10日）
- 遠藤武治（1932年5月10日 - 1932年5月31日）
- 清水壮左久（1932年6月3日 - 1935年4月8日）
- 櫻田壽（1935年4月8日 - 1937年3月8日）
- 久保田美英（1937年3月8日 - 1938年7月19日）
- 鈴木秀人（1938年7月19日 - 1939年5月31日）
- 鬼頭豊隆（1939年5月31日 - 1941年1月31日）
- 日高要次郎（1941年1月31日 - 1942年5月11日）
- 杉浦忠雄（1942年5月11日 - 1943年3月27日）
- 坂野千里（1943年3月27日 - 1945年9月8日）
- 小林四郎（1945年9月8日 - 1946年2月8日）

仙台高等裁判所長官
- （職務代行）垂水克己（1946年2月9日 - 1947年5月3日）（裁判所法施行）
- （代理）垂水克己（1947年5月3日 - 1947年9月25日）
- 垂水克己（1947年9月26日 - 1948年10月4日）
- 石坂修一（1948年10月22日 - 1952年9月21日）
- 吉田肇（1952年10月17日 - 1954年11月21日）
- 村田正雄（1954年11月22日 - 1957年8月11日）
- 山崎一郎（1957年8月12日 - 1959年10月20日）
- 稲田得三（1959年10月20日 - 1961年6月20日）
- 田村千代一（1961年6月21日 - 1963年5月26日）
- 下村三郎（1963年6月26日 - 1964年10月15日）
- 相島一之（1964年10月19日 - 1966年7月21日）
- 村上朝一（1966年7月22日 - 1967年7月11日）
- 新村義広（1967年7月14日 - 1968年9月19日）
- 小沢文雄（1968年9月20日 - 1970年6月24日）
- 岸上康夫（1970年6月26日 - 1971年4月12日）
- 飯田一郎（1971年4月13日 - 1973年9月9日）
- 青木義人（1973年9月17日 - 1975年10月7日）
- 木下忠良（1975年10月8日 - 1977年9月12日）
- 上野敏（1977年9月13日 - 1979年2月10日）
- 江尻美雄一（1979年2月19日 - 1979年10月8日）
- 川島一郎（1979年10月9日 - 1981年7月22日）
- 谷野英俊（1981年7月23日 - 1982年9月30日）
- 小林信次（1982年10月1日 - 1985年10月23日）
- 井口牧郎（1985年10月24日 - 1987年5月27日）
- 沖野威（1987年5月28日 - 1990年11月7日）
- 田尾桃二（1990年11月8日 - 1991年11月10日）
- 栗原平八郎（1991年11月11日 - 1992年3月16日）
- 野崎幸雄（1992年3月17日 - 1993年3月7日 名古屋高裁長官）
- 藤田耕三（1993年3月8日 - 1995年11月6日 広島高等裁判所長官）
- 上谷清（1995年11月7日 - 1998年9月7日）
- 小林充（1998年10月 - 1999年8月 定年退官 東洋大学教授）
- 佐藤文哉（1999年8月16日 - 2001年2月20日 定年退官 帝京大学教授）
- 島田仁郎（2001年2月21日 - 2002年2月20日　大阪高裁長官）
- 今井功（2002年2月21日 - 2002年11月5日　東京高裁長官）
- 田中康久（2002年11月6日 - 2004年12月27日　公安審査委員会委員長）
- 原田和徳（2004年12月27日 - 2005年12月20日　依願退官 中央更生保護審査会委員長）
- 近藤崇晴（2005年12月20日 - 2007年5月22日　最高裁判事）
- 相良朋紀（2007年5月23日 - 2008年11月24日　広島高裁長官）
- 千葉勝美（2008年11月25日 - 2009年12月27日　最高裁判事）
- 房村精一（2009年12月28日 - 2011年1月10日　名古屋高裁長官、公安審査委員会委員長）
- 一宮なほみ（2011年1月11日 - 2013年6月17日　人事官、人事院総裁）
- 倉吉敬（2013年6月17日 - 2015年4月1日　東京高等裁判所長官）
- 市村陽典（ 2015年4月2日 - 2016年1月18日 定年退官　行政不服審査会会長）
- 河合健司（ 2016年2月22日 - 2017年4月5日 定年退官、弁護士）
- 秋吉淳一郎（ 2017年4月6日 -  2020年3月27日 退官、国家公務員倫理審査会会長)
- 青柳勤 (2020年3月30日 - 2021年5月5日 定年退官)
- 古財英明（2021年5月14日 - 2022年8月19日 定年退官）
- 森純子（2022年9月2日 - 2023年5月22日 定年退官）
- 菅野雅之（2023年5月25日 - 2024年8月15日 大阪高等裁判所長官）
- 小野瀬厚（2024年8月24日 - ）

## 部署と法廷
開廷は秋田支部刑事部は週1回、その他は週2回（2015年11月現在）。

### 民事部
- 第1民事部（第401号法廷）
- 第2民事部（第402号法廷）
- 第3民事部（第402号法廷）
- 秋田支部（第2号法廷）

### 刑事部
- 第1・2刑事部（第404号法廷）
- 秋田支部（第2号法廷）